# Famiglia nucleare

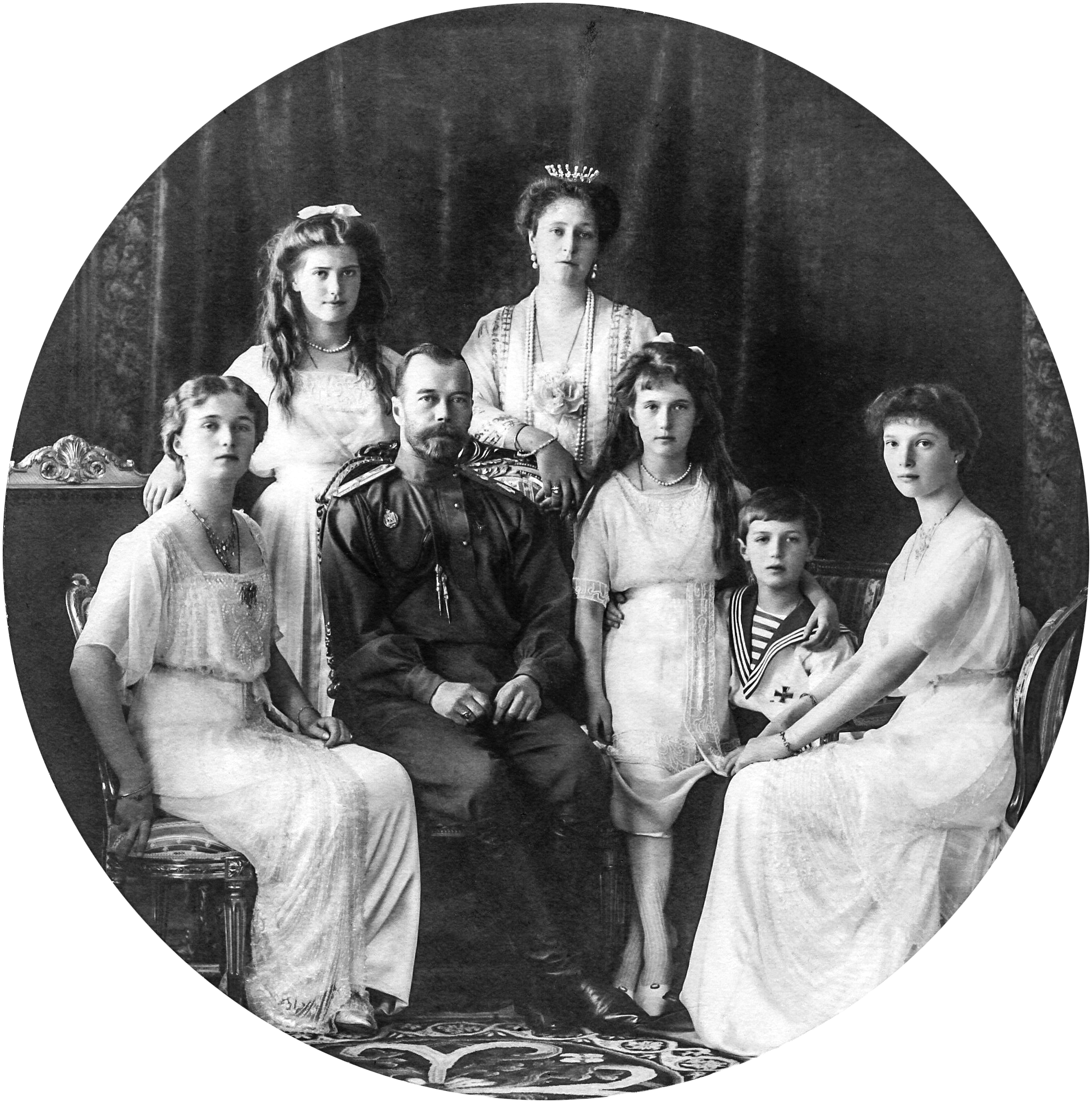
La famiglia Romanov nel 1913.

In antropologia e sociologia, la famiglia nucleare  è considerata la comunità riproduttiva composta da genitori e figli. La famiglia nucleare è considerata la più piccola unità sociale e base di una società in cui ha luogo non solo la riproduzione biologica, ma anche quella sessuale. Da questo presupposto è possibile rileggere la famiglia come assetto variabile di relazione.
Una famiglia nucleare è formata da una sola unità coniugale e consiste di due genitori e i loro figli legittimi, composizione che la rende distinta dalla famiglia estesa. È la forma più diffusa di famiglia in Occidente.

## Storia
Il DNA estratto da ossa e denti scoperti in un luogo di sepoltura dell'età della pietra di 4.600 anni in Germania ha fornito la prima prova del riconoscimento sociale di una famiglia composta da due genitori con più figli.
Gli storici Alan Macfarlane e Peter Laslett, tra gli altri ricercatori europei, affermano che le famiglie nucleari sono state un accordo primario in Inghilterra dal XIII secolo. Questa disposizione primaria era diversa dalle normali disposizioni nell'Europa meridionale, in alcune parti dell'Asia e nel Medio Oriente, dove era comune che i giovani adulti rimanessero o si sposassero nella casa di famiglia.
La sociologa Brigitte Berger ha affermato che «la giovane famiglia nucleare doveva essere flessibile e mobile mentre cercava opportunità e proprietà. Costretti a fare affidamento sul proprio ingegno, i suoi membri dovevano anche pianificare il futuro e sviluppare abitudini borghesi di lavoro e risparmio»." Berge afferma anche che questo potrebbe essere uno dei motivi per cui è iniziata la rivoluzione industriale in Inghilterra e in altri paesi dell'Europa nord-occidentale. Tuttavia, la storicità della famiglia nucleare in Inghilterra è stata contestata da Cord Oestmann.
Le strutture familiari di una coppia mista e dei loro figli erano presenti nell'Europa occidentale e nel New England nel XVII secolo, influenzate dalla chiesa e dai governi teocratici. Con l'emergere della protoindustrializzazione e del primo capitalismo, la famiglia nucleare divenne un'unità sociale finanziariamente sostenibile.

## Uso del termine
Il termine famiglia nucleare è apparso per la prima volta all'inizio del XX secolo. Merriam-Webster fa risalire il termine al 1924, mentre l'Oxford English Dictionary fa riferimento al termine dal 1925; quindi è relativamente nuovo. Sebbene il termine risalga approssimativamente all'era atomica, il termine "nucleare" non è qui usato nel contesto della guerra nucleare, dell'energia nucleare, della fissione nucleare o della fusione nucleare; nasce piuttosto da un uso più generale del sostantivo nucleus, a sua volta originario del latino nux, che significa "nocciola", cioè il nucleo di qualcosa - quindi, la famiglia nucleare si riferisce a tutti i membri della famiglia che fanno parte dello stesso nucleo piuttosto che direttamente alle armi atomiche.

Nella sua accezione più comune, il termine nucleo familiare si riferisce a una famiglia composta da un padre, una madre e i loro figli tutti in un'unica abitazione. George Murdock, un osservatore delle famiglie, ha offerto una prima descrizione:
La famiglia è un gruppo sociale caratterizzato da residenza comune, cooperazione economica e riproduzione. Contiene adulti di entrambi i sessi, di cui almeno due mantengono una relazione socialmente approvata, e uno o più figli, propri o adottati, degli adulti sessualmente conviventi. 
Molti individui fanno parte nella loro vita di due nuclei familiari: la famiglia di origine in cui sono figli e la famiglia di procreazione in cui sono genitori.
Definizioni alternative si sono evolute per includere unità familiari guidate da genitori dello stesso sesso e forse parenti adulti aggiuntivi che assumono un ruolo genitoriale convivente; in quest'ultimo caso, riceve anche il nome di famiglia coniugale.

## Rispetto alla famiglia allargata
Un gruppo esteso è costituito da membri della famiglia non nucleari (o "non immediati") considerati insieme a membri della famiglia nucleare (o "immediati"). Quando è coinvolta la famiglia allargata, influenzano anche lo sviluppo dei bambini tanto quanto farebbero i genitori da soli. In una famiglia allargata le risorse sono solitamente condivise tra le persone coinvolte, aggiungendo un aspetto più comunitario al nucleo familiare. Questo non si limita alla condivisione di oggetti e denaro, ma include la condivisione del tempo. Ad esempio, all'interno di una famiglia allargata i nonni possono vegliare sui nipoti consentendo ai genitori di continuare e perseguire una carriera e creando un ambiente sano e solidale in cui i bambini possono crescere e consente ai genitori di avere molto meno stress. Le famiglie allargate aiutano a mantenere i bambini in famiglia più sani grazie a tutte le risorse che i bambini ottengono nel momento in cui hanno altre persone in grado di aiutarli e sostenerli mentre crescono.

## Modifiche alla formazione della famiglia

Dal 1970 al 2000, le disposizioni familiari negli Stati Uniti sono diventate più diversificate senza una particolare disposizione familiare abbastanza diffusa da essere identificata come la "media".

Nel 2005 le informazioni dello United States Census Bureau hanno mostrato che il 70% dei bambini negli Stati Uniti vive in famiglie con due genitori, con il 66% di quelli che vivono con genitori sposati e il 60% con i loro genitori biologici. Le informazioni raccolte hanno anche concluso che "le cifre suggeriscono che i tumultuosi cambiamenti nella struttura familiare dalla fine degli anni '60 si sono stabilizzati dal 1990".
Se considerate separatamente dalle coppie senza figli, dalle famiglie monoparentali e dalle coppie non sposate con figli, le famiglie nucleari degli Stati Uniti sembrano costituire una minoranza di nuclei familiari, con una crescente prevalenza di altri accordi familiari. Nel 2000 i nuclei familiari con i genitori biologici originari costituivano circa il 24,10% delle famiglie americane, rispetto al 40,30% nel 1970. Circa due terzi di tutti i bambini negli Stati Uniti trascorreranno almeno un po' di tempo in un genitore single. Secondo alcuni sociologi, "[Il nucleo familiare] non sembra più adeguato a coprire l'ampia diversità di disposizioni familiari che vediamo oggi". Le famiglie nucleari sono diventate nel tempo meno comuni rispetto ai nuclei familiari con coppie senza figli, famiglie monoparentali e coppie non sposate con figli.
Nel Regno Unito il numero di nuclei familiari è sceso dal 39,0% di tutte le famiglie nel 1968 al 28,0% nel 1992. La diminuzione ha accompagnato un aumento equivalente del numero di famiglie monoparentali e del numero di adulti che vivono soli.
Il professor Wolfgang Haak dell'Università di Adelaide rileva tracce della famiglia nucleare nell'Europa centrale preistorica. Uno scavo archeologico del 2005 a Elau in Germania, analizzato da Haak, ha rivelato prove genetiche che suggeriscono che i 13 individui trovati in una tomba erano strettamente imparentati. Haak ha detto: "Stabilendo i legami genetici tra i due adulti e i due bambini sepolti insieme in una tomba, abbiamo stabilito la presenza della classica famiglia nucleare in un contesto preistorico nell'Europa centrale.... La loro unità nella morte suggerisce un'unità nella vita." Questo lavoro non considera la famiglia nucleare come "naturale" o come l'unico modello per la vita familiare umana. «Questo non stabilisce che la famiglia elementare sia un modello universale o l'istituzione più antica delle comunità umane. Ad esempio, le unioni poligame sono prevalenti nei dati etnografici e i modelli delle comunità familiari hanno apparentemente implicato un alto grado di complessità dalle loro origini».
Infine, i grandi cambiamenti nel panorama finanziario delle famiglie hanno reso la struttura familiare storicamente borghese, tradizionale e quella nucleare significativamente più rischiosa, costosa e instabile. Le spese associate alla formazione di una famiglia (in particolare gli alloggi, l'assistenza medica e l'istruzione) sono tutti aumentati molto rapidamente, in particolare dagli anni '50. Da allora i redditi della classe media sono stagnanti o addirittura diminuiti, mentre il costo della vita è salito vertiginosamente al punto che anche le famiglie a due redditi non sono in grado di offrire lo stesso livello di stabilità finanziaria che era possibile una volta sotto il nucleo familiare a reddito unico degli anni '50.

## Effetto sulla dimensione della famiglia
Come fattore di fertilità, secondo gli studi del mondo occidentale e dell'India, le famiglie mononucleari hanno generalmente un numero maggiore di figli rispetto alle modalità di vita cooperativa.
Sono stati condotti studi che mostrano una differenza nel numero di bambini ricercati per famiglia a seconda del luogo in cui vivo. Le famiglie che vivono nelle aree rurali volevano avere più figli rispetto alle famiglie nelle aree urbane. Uno studio condotto in Giappone tra ottobre 2011 e febbraio 2012 ha ulteriormente studiato l'effetto dell'area di residenza sul numero medio desiderato di bambini. I ricercatori dello studio sono giunti alla conclusione che le donne che vivono nelle aree rurali con famiglie più numerose avevano maggiori probabilità di volere più figli, rispetto alle donne che vivevano nelle aree urbane del Giappone.

## Conservatorismo nordamericano
Per il conservatorismo sociale negli Stati Uniti e in Canada, l'idea che la famiglia nucleare sia tradizionale è un aspetto molto importante, in cui la famiglia è vista come l'unità primaria della società. Questi movimenti si oppongono a forme familiari alternative e a istituzioni sociali che, secondo loro, minano l'autorità genitoriale. Il numero di nuclei familiari sta lentamente diminuendo negli Stati Uniti poiché un numero sempre maggiore di donne prosegue l'istruzione superiore, sviluppa una vita professionale e ritarda la maternità fino a tarda età. I bambini e il matrimonio sono diventati meno attraenti poiché molte donne continuano a far fronte alla pressione della società, della famiglia e/o dei pari affinché abbandonino la propria istruzione e carriera per concentrarsi sulla stabilizzazione della casa. Poiché la diversità negli Stati Uniti continua ad aumentare, sta diventando difficile per la famiglia nucleare tradizionale rimanere la norma. I dati del 2014 suggeriscono anche che anche i genitori single e la probabilità che i bambini vivano con uno di loro siano correlati all'etnia. Il Pew Research Center ha scoperto che il 54% degli afroamericani saranno genitori single rispetto al 19% degli individui bianchi. Diversi fattori spiegano le differenze nella struttura familiare, inclusa la classe economica e sociale. Le differenze nel livello di istruzione cambiano anche il numero di genitori single. Nel 2014 coloro che hanno un livello di istruzione inferiore al diploma di scuola superiore avevano il 46% in più di probabilità di essere un genitore single rispetto al 12% di chi si era diplomato al college.
I critici del termine "famiglia tradizionale" sottolineano che nella maggior parte delle culture e nella maggior parte dei casi, il modello di famiglia allargata è più comune rispetto alla famiglia nucleare, sebbene abbia avuto una tradizione più lunga in Inghilterra e in altre parti dell'Europa e dell'Asia che hanno contribuito con un gran numero di immigrati alle Americhe. La famiglia nucleare è diventata la forma più comune negli Stati Uniti negli anni '60 e '70.
Il concetto che definisce in modo restrittivo una famiglia nucleare come centrale per la stabilità nella società moderna, è stato promosso dai familisti che sono conservatori sociali negli Stati Uniti ed è stato contestato come storicamente e sociologicamente inadeguato per descrivere la complessità delle relazioni familiari effettive. In "Teorie freudiane di identificazione e loro derivati" Urie Bronfenbrenne rafferma: «Si sa molto poco sull'entità della variazione nel comportamento di padri e madri nei confronti di figli e figlie, e ancor meno sui possibili effetti su tale trattamento differenziale».

### Tradwife

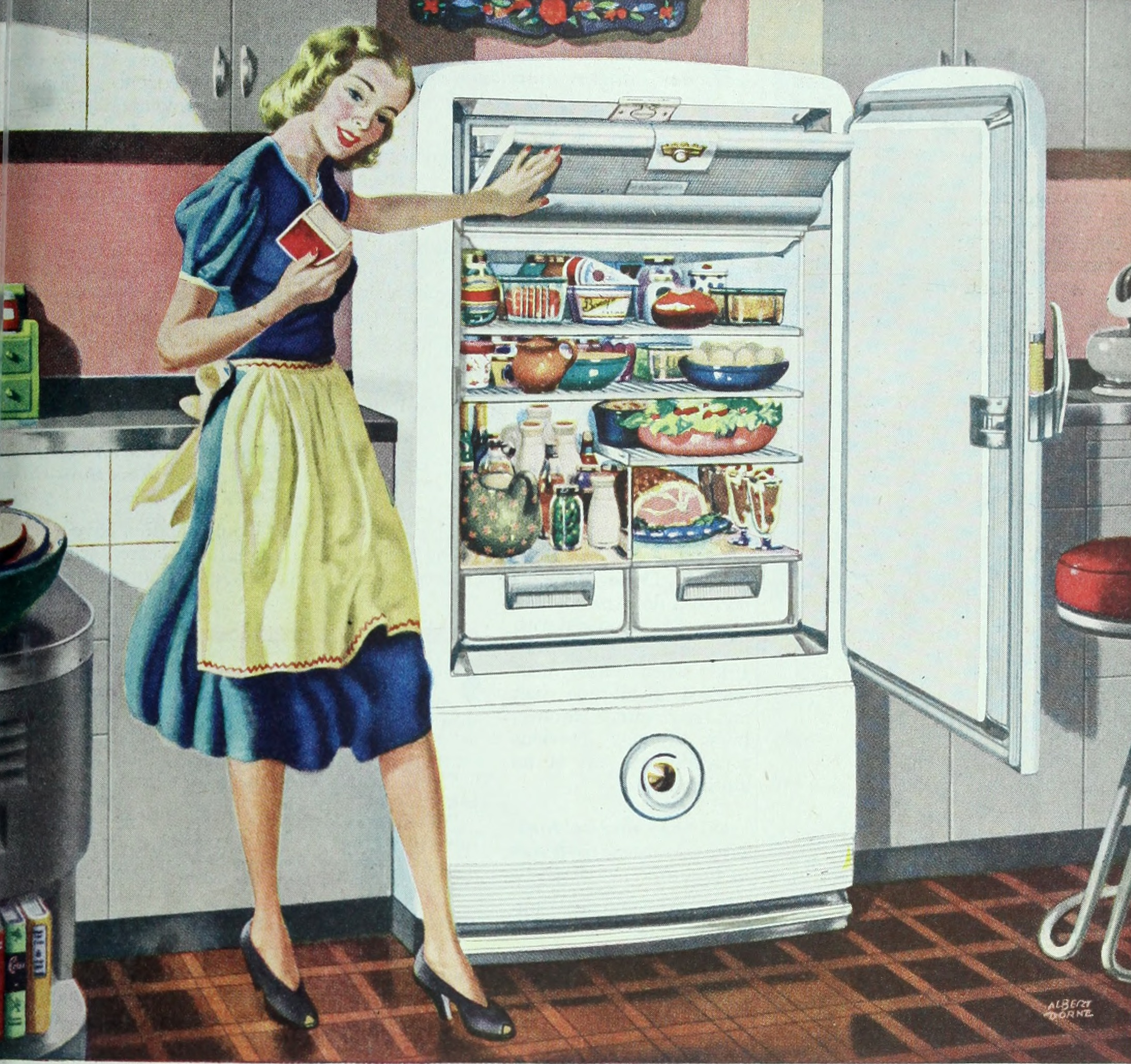
Una pubblicità nel Ladies Home Journal del 1948 con una casalinga con un grembiule e un frigorifero ampiamente pieno, tipica raffigurazione di una tradwife.

Una tradwife (abbreviazione di traditional wife o traditional housewife) denota una donna che preferisce assumere un ruolo tradizionale nel matrimonio, comprese le convinzioni secondo cui una donna non perde nulla "scegliendo" di rimanere a casa per sostenere la propria famiglia. Il termine è un neologismo. Alcuni potrebbero aver scelto di lasciare la carriera nel mondo degli affari o nella vita pubblica per concentrarsi invece sulle proprie famiglie e crescere i figli.
L'uso del termine si è diffuso in parte attraverso account di social media su YouTube e Instagram, con donne che esaltano le virtù di stare a casa, preparare i pasti, avere molti figli e crescerli, sottomettersi alla leadership maschile e comportarsi come "mogli tradizionali". Un articolo della rivista America, una pubblicazione cattolica, suggeriva che alcuni aderenti al concetto di tradwife avevano adottato la pratica di indossare il velo in chiesa per fare appello agli uomini.
Il concetto è controverso in parte a causa delle associazioni negli Stati Uniti e in Gran Bretagna con l'alt-right, nazionalismo bianco, e il partito repubblicano. Rifiuta molti dei precetti del femminismo e accetta l'idea che il marito sia la figura dominante in casa. L'editorialista del New York Times Annie Kelly ha suggerito che c'erano connessioni tra l'idea di tradwives e la supremazia bianca in quanto il movimento ha esortato più donne bianche ad avere bambini per compensare un tasso di natalità in calo. Hephzibah Anderson, scrivendo in Prospect, ha descritto il movimento tradwife come uno sviluppo marginale.
Per alcune donne che si identificano come tradwives, sottomettersi a un marito significa affidargli tutte le finanze della famiglia, con la moglie che riceve un assegno di mantenimento. Alena Pettitt si sentiva "alienata" crescendo negli anni '90, e non le piaceva il sentimento di "combattiamo i ragazzi ed usciamo ed essere indipendenti e rompiamo i soffitti di vetro", e invece si relazionava con i programmi TV degli anni Cinquanta e Sessanta.
C'è un esempio di una donna di alto profilo che ha abbandonato la sua carriera per diventare una tradwife: la canadese Cynthia Loewen, ex Miss Canada, ha rinunciato all'aspirazione di diventare medico per fare la casalinga a tempo pieno per suo marito. Disse che è "di conseguenza più felice" con suo marito come capofamiglia e con lei che si occupa della casa, e affermò di ottenere soddisfazione da questo accordo.

## Galleria d'immagini

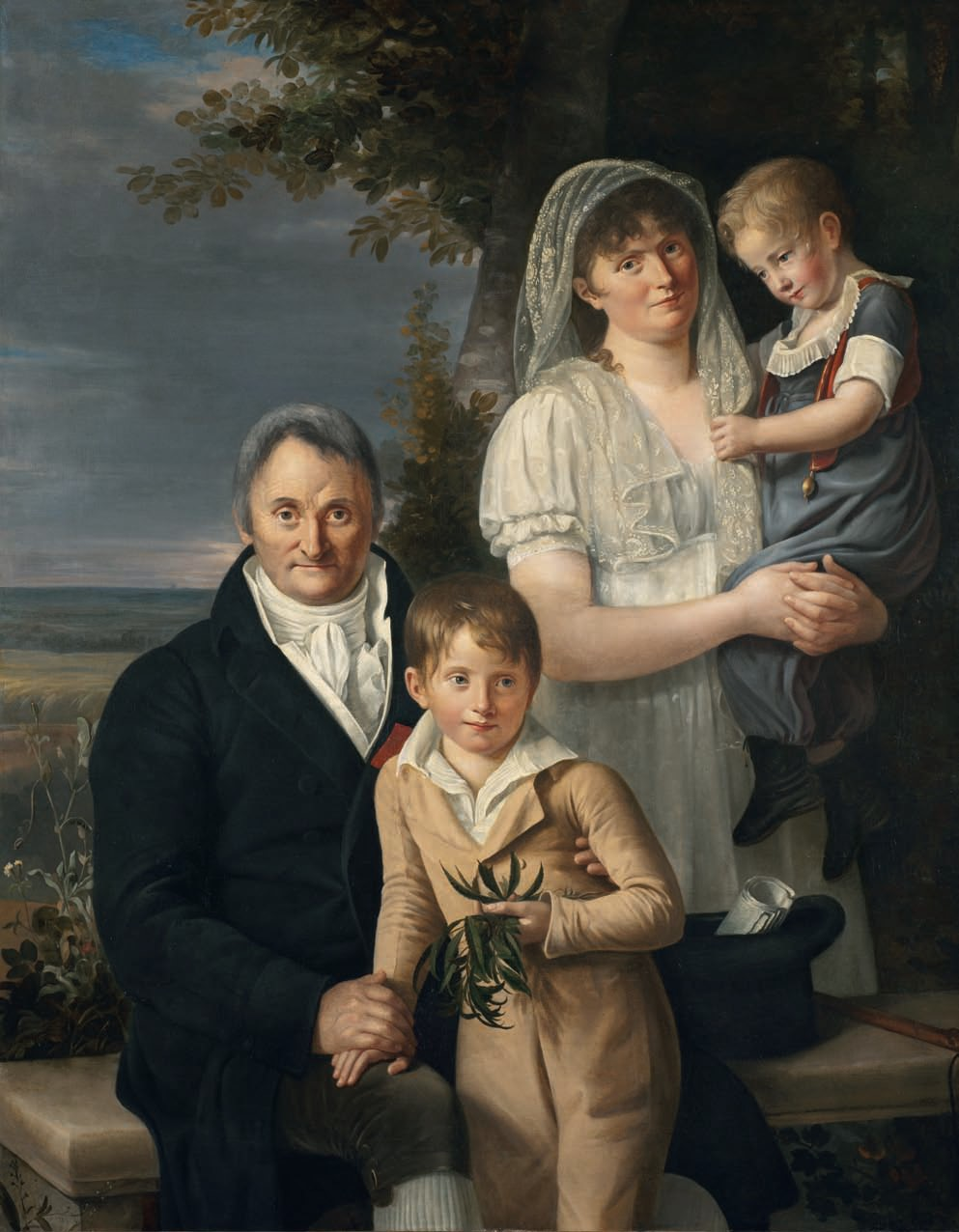
Ritratto del medico francese Philippe Pinel e della sua famiglia, 1807, di Julie Forestier.
Il fotografo Mauno Mannel e la sua famiglia.
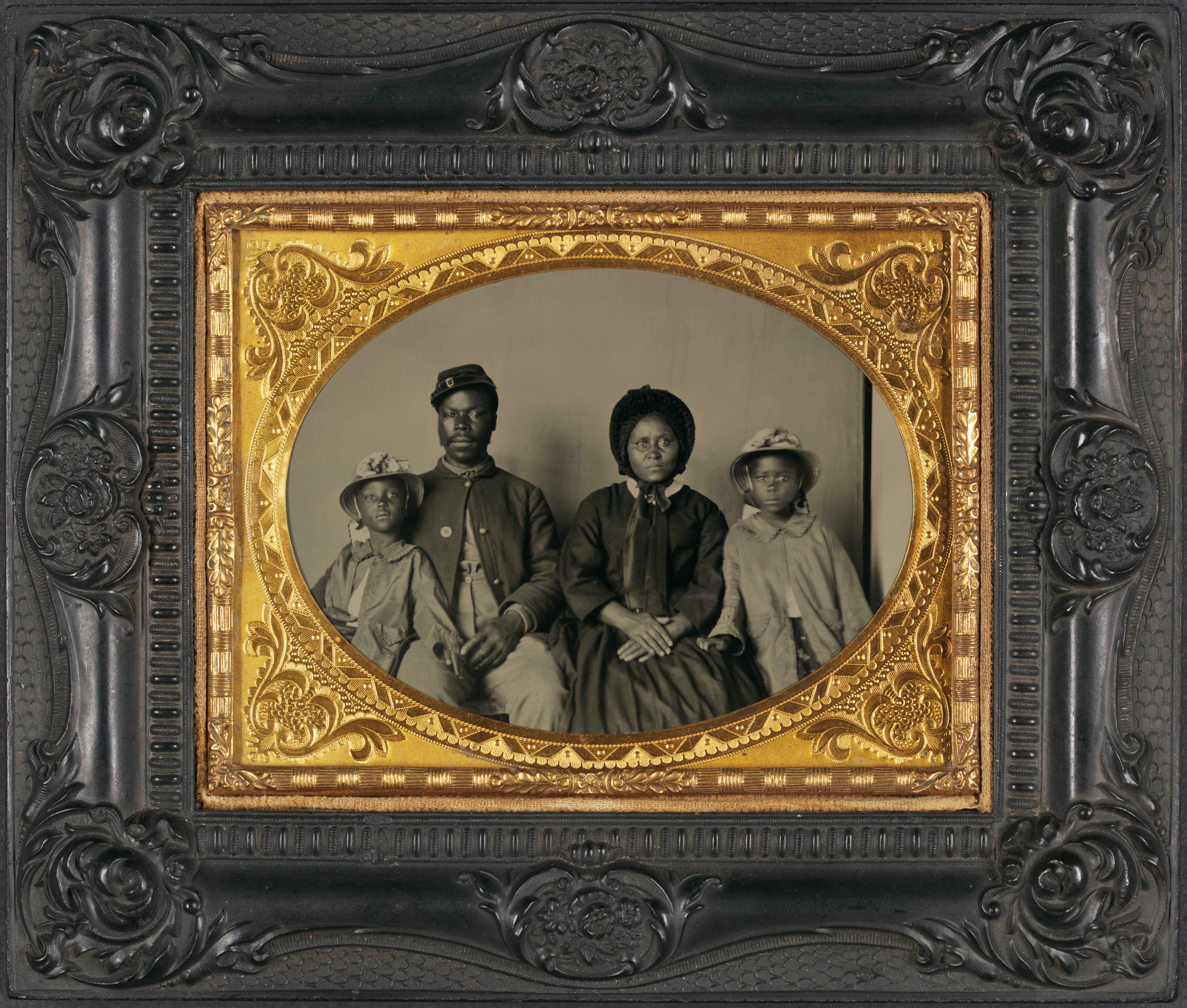
Soldato afroamericano non identificato in uniforme dell'Unione con la moglie e due figlie.
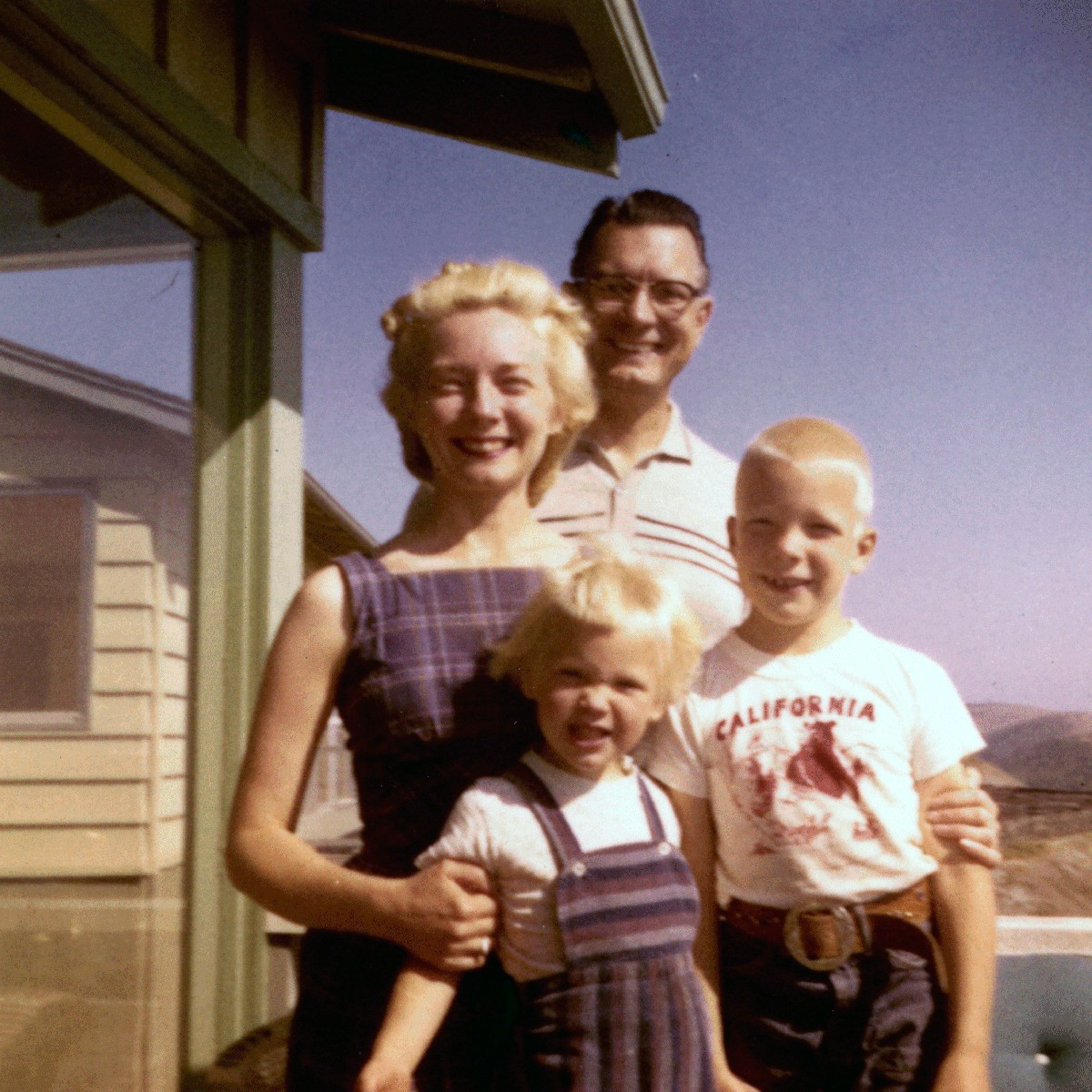
Una famiglia nucleare americana composta dalla madre, dal padre e dai loro figli intorno al 1955.